# تانژانت

تانژانت در دایره مثلثاتی

تانژانت (به فرانسوی: Tangente) یکی از نسبت‌های مثلثاتی است.

## تاریخچه
ظِل (از عربی، به معنای سایه) اصطلاحی است که در گذشته در متن‌های اسلامی و ایرانی برای تانژانت در ریاضیات و اخترشناسی به‌کار می‌رفت.
ستاره‌شناسی، به نام حبش‌بن حاسب، اولین بار در قرن سوم هجری قمری (قرن نهم میلادی) این نسبت مثلثاتی را به‌کار برد. در گذشته به آن ظل می‌گفتند.

## تعریف
تانژانت در مثلث قائم‌الزاویه چنین تعریف می‌شود: نسبت ضلع مقابل هر زاویهٔ حاده به ضلع مجاور آن.
مثلاً، در مثلث زیر، تانژانت زاویهٔ تِتا برابر است با {\displaystyle {\frac {BC}{AC}}}.
همچنین نسبت سینوس زاویه ی a به کسینوس زاویه a ،برابر تانژانت a میشود . 
sin a / cos a = tan a

## تابع تانژانت

تابع

نمودار تابع تانژانت به شکل زیر است. این تابع:
- پیوسته نیست.
- متناوب است (با دوره تناوب {\displaystyle \pi }).
- دارای بی‌نهایت مجانب عمودی است.

## شیب خط
در نمودارهایی که شکل یک تابع را نشان می‌دهد، شیب نمودار(یا خط مماس بر نمودار) در هر نقطه برابر است با تانژانت زاویه‌ای که خط مماس بر آن نقطه از منحنی، با جهتِ مثبت محور افقی(محور xها) می‌سازد.

### کتابشناسی
- جلیل‌الله قراگزلو. مثلثات پایه. تهران:موسسه فرهنگی فاطمی، ۱۳۸۰. شابک ‎۹۶۴−۳۱۸−۰۵۴−۹